# Petrowgletscher
Der Petrowgletscher (kirgisisch Петров мөңгүсү) liegt im Rajon Dscheti-Ögüs im Oblus Yssyk-Köl im Osten von Kirgisistan.
Der Gletscher erstreckt sich über den nördlichen Zentralteil der bis zu 5126 m hohen Gebirgsgruppe Ak-Schyirak im Inneren Tian Shan. Er ist im unteren Bereich in Richtung Westnordwest ausgerichtet. In den letzten Jahrzehnten zog sich das untere Ende des Gletschers immer stärker zurück (1957–2006 um etwa 1,6 km). Im Jahr 1995 betrug seine Länge 12,3 km sowie seine Flächenausdehnung 69,8 km².
An seinem unteren Gletscherende besitzt er eine Breite von 1,7 km. Dort hat sich ein Gletscherrandsee, der Petrowsee, gebildet.
Der Gletscher trägt den Namen eines Topografen, der 1869 an der Expedition von Alexander Wassiljewitsch von Kaulbars in diese Region teilnahm.